# Alex indica
Alex indica är en fjärilsart som beskrevs av W. Warren 1894. Alex indica ingår i släktet Alex och familjen mätare. Inga underarter finns listade i Catalogue of Life.